# Cosmotoma
Cosmotoma is een kevergeslacht uit de familie van de boktorren (Cerambycidae). De wetenschappelijke naam van het geslacht werd voor het eerst geldig gepubliceerd in 1845 door Blanchard.

## Soorten
Cosmotoma omvat de volgende soorten:
- Cosmotoma adjuncta (Thomson, 1860)
- Cosmotoma fasciata Fisher, 1931
- Cosmotoma melzeri Gilmour, 1955
- Cosmotoma nigra Gilmour, 1955
- Cosmotoma olivacea Gilmour, 1955
- Cosmotoma pallida Gilmour, 1955
- Cosmotoma sertifer (Audinet-Serville, 1835)
- Cosmotoma suturalis Gilmour, 1955
- Cosmotoma triangularis Gilmour, 1955
- Cosmotoma viridana Lacordaire, 1872
- Cosmotoma zikani Melzer, 1927